# Grebinj
Grebinj (nemško Griffen) je občina in naselje v vzhodnem delu Celovške kotline ob cesti Celovec - Volšperk (Wolfsberg).
Občina Grebinj s površino 74,7 km², ima 3677 prebivalcev (popis 2001) oz. okoli 3.500 (2020).  V naselju, stisnjenem pod previsno strno, ki leži na nadmorski višini 484 mnm, živi približno 700 prebivalcev (leta 2001 jih je imel še okoli 900). 

## Zgodovina
Območje Grebinja je sestavni del kulturne zgodovine celotne regije, samo mesto pa leži na pomembni zgodovinski prometni osi. Po Noriškem kraljestvu in vključitvi pokrajine v rimsko cesarstvo ter ustanovitvi rimske province Norik, so širšo pokrajino sredi 6. stoletja naselili Slovani, v 7. stoletju je bila ustanovitvljena državna tvorba Karantanija, leta 976 pa vojvodina Koroška. S pokristijanjevanjem je dežela tesno povezana s slovensko kulturno zgodovino oz. z zgodovino Koroških Slovencev, ki na tem območju govorijo slovensko podjunsko narečje oz.  podjunščino .
Najstarejša znana pisna omemba kraja Grebinj sega v leto 822. Zgrajena je bila okoli zdaj opuščenega gradu Grebinj oziroma njegovih ruševin, ki so ga zgradili  Bamberški škofje okoli leta 1100. Ta grad naj bi zavaroval pomemben prehod iz Celovška kotlina preko Grebinjskih gor v  Labotsko dolino. Grebinj je bil leta 1237 prvič izrecno omenja kot trg.  Blizu od naselja se nahajajo ostanki leta 1236 ustanovljenega Grebinjskega samostana premonstratencev , ki je bil opuščen leta 1786. 
Grebinj je  v obdobju od 1007 do 1759 pripadal Bamberškim škofom.  Območje Grebinja so v drugi polovici 15. stoletja večkrat pustošili Turki. Zato najdemo Knežo in Krčanje, ki predstavljata izredno zanimiv primer utrjenih cerkva iz časov osmanskih pohodov. Leta 1759 so celotno območje v posesti bamberške knezoškofije odkupili Habsburžani. 
Grebinj je bil kot občina ustanovljen leta 1850, ki se je leta 1858 razširila na vasi Gabrje (Haberberg) in Homec (Kaunz),  v obdobju 1869-1876 je vključevala tudi sosednjo skupnost  Ruda. Končno pa sta pri reformi lokalne samouprave v letu 1973 bili priključeni katastrski občini oz. vasi Golovica (Wölfnitz) in Pustrica (Pustritz).
Med obema svetovnima vojnama je bila tu kot v celotnem južnem Koroškem - poleg splošnih družbenih napetosti in socialne dezintegracije - zlasti značilna etnična nestrpnost in izključevanje zgodovinske ozemeljske narodnostne pripadnosti. V času nacistične okupacije je bilo aprila 1942 med drugim načrtovano, da se Slovence iz območja Grebinj nasilno deportira, kar je imelo za posledico organiziranje oboroženega odpora na Svinški planini, to pa je prispevalo k ponovni vzpostavitvi Avstrije.

## Geografski obseg kraja in občine

### Vasi in zaselki
Tržna občina Grebinj je sestavljena iz 9 katastrskih občin: Brezje (Wriesen) Gabrje (Haberberg), Golovica (Wölfnitz), Grebinjska dolina (Griffnerthal), Homec (Kaunz), Mala vas (Kleindörfl), Pustrica (Pustritz), Tolsti Vrh (Großenegg), Šentkolman (St. Kollmann) (v oklepaju neške ustreznice).
Občina šteje 35 vasi in zaselkov (v oklepaju nemške ustreznice po Zdovcu, kakor tudi število prebivalcev po popisu 2001):
| - Breg (Unterrain) (87) - Brezje (Wriesen) (65) - Čretež (Tschrietes) (29) - Dolga Brda (Langegg) (66) - Encelna vas (Enzelsdorf) (199) - Olše (Erlach) (68) - Gorjuše (Gariusch) (47) - Grad (Schloßberg) (166) - Grebinjski Klošter (Stift Griffen) (13) - Homec (Kaunz) (88) - Kleče (Gletschach) (49) - Kloštrske Gore (Klosterberg) (3) | - Golovica (Wölfnitz) (34) - Grebinj (Griffen) (899) - Grebinjska Gmajna (Griffnergemeinde) (133) - Gruča (Grutschen) (38) - Gabrje (Haberberg) (109) - Lichtenwald (5) - Limberk (Limberg) (37) - Lipa, Šmatija (Lind) (124) - Mala vas (Kleindörfl) (39) - Popendorf (Poppendorf) (128) - Pustrica (Pustritz) (238) - Rakovnik (Rakounig) (253) - Ravež (Rausch) (78) | - Stara vas (Altenmarkt) (154) - Šentjakob (Sankt Jakob) (23) - Šentkolman (Sankt Kollmann) (90) - Šentlenart (Sankt Leonhard an der Saualpe) (12) - Tolsti Vrh (Großenegg) (75) - Spodnja Kneža (Untergrafenbach) (18) - Spodnje Krčanje (Untergreutschach) (161) - Vašinje (Wallersberg) (147) - Zgornja Gmajna (Obere Gemeinde) (1) - Žavška Gora, Na Žalcu (Salzenberg) (1) |

## Prebivalstvo

### Zgodovinska slika
Po zadnjem Avstro-Ogrskem popisu prebivalstva iz leta 1910 je okoli 74% prebivalcev takratne občine Grebinj navedlo slovenščino kot svoj vsakdanji pogovorni jezik.
| Občina          | Število slovensko govorečih 1910 | Število nemško govorečih 1910 |
| --------------- | -------------------------------- | ----------------------------- |
| Grebinj/Griffen | 2344 (74%)                       | 841 (26%)                     |

### Danes
Po popisu iz leta 2001 je imela trška občina Grebinj 3.677 prebivalcev, od tega 96,4 % avstrijskih in 1,6 % bosanskih državljanov. 95,0 % prebivalstva je kot pogovorni jezik navedlo nemščino,  1,3 % pa slovenščino.
K rimo-katoliški veroizpovedi se prišteva 94,9 % občinskega prebivalstva, k evangeličanski 1,0%, prav tako h islamu 1,0 %. Brez posebne veroizpovedi je 1,7 % prebivalstva.
Na območju Grebinja se danes opravlja dvojezično slovensko-nemško bogoslužje v naslednjih katoliških župnijah oz. podružničnih cerkvah: Stara farna cerkev v Grebinjskem samostanu, podružnična cerkev Suho Blato (Dürrenmoos), podružnična cerkev Kleče/Gletschach, podružnična cerkev Šmihel v Podgori in Vašinje (Wallersberg).

## Znamenite osebnosti
Avstrijski pisatelj slovenskega rodu po mami, Peter Handke, je rojen v Stari vasi pri Grebinju. V svojih delih se pogosto ukvarja z eksistencialnimi vprašanji t. i. »koroške realnosti«.